# Matiuszyno (rejon diemidowski)
Matiuszyno (ros. Матюшино) – wieś (ros. деревня, trb. dieriewnia) w zachodniej Rosji, w osiedlu wiejskim Borkowskoje rejonu diemidowskiego w obwodzie smoleńskim.

## Geografia
Miejscowość położona jest nad rzeką Jelsza, przy drodze regionalnej 66N-0506 (Prżewalskoje – Jewsiejewka), 11 km od centrum administracyjnego osiedla wiejskiego (Żeruny), 43,5 km od centrum administracyjnego rejonu (Diemidow), 92 km od stolicy obwodu (Smoleńsk), 58 km od granicy z Białorusią.
W granicach miejscowości znajduje się ulica Nabierieżnaja (16 posesji).

## Demografia
W 2010 r. miejscowość zamieszkiwało 10 osób.

## Historia
W czasie II wojny światowej od lipca 1941 roku wieś była okupowana przez hitlerowców. Wyzwolenie nastąpiło we wrześniu 1943 roku.